# 天穂のサクナヒメ
『天穂のサクナヒメ』（てんすいのサクナヒメ、英題：Sakuna: Of Rice and Ruin）は、えーでるわいすが開発しマーベラスより2020年11月12日に発売されたゲームソフト。対応プラットフォームはNintendo Switch・PlayStation 4・PC（Steam・Epic Games Store）。豊穣神・サクナヒメがヒノエ島を支配する鬼たちに立ち向かうアクションRPGである。

## ストーリー
神々が住む「頂の世」と、人々が住む「麓の世」に分かれている東方の国、ヤナト。頂の世にある神々の都「御柱都」では、八百万の神々が暮らしていた。
その神々の一人、武神「タケリビ」と豊穣神「トヨハナ」の子であるサクナヒメは、ぐうたらな駄々っ子な性格であった。サクナが献上品にしている米は「両親が残してくれた財産の米」で、ろくに働かず食いつぶす生活を続けては、養親のタマ爺に諫められる自堕落な生活を送っていた。
一方、麓の世では山賊の田右衛門が、一味に奴隷として売られそうになっていたミルテ、ゆい、きんたに加え、同じく一味にいたかいまるを助けて逃げ出し、その果てに頂の世に続く「天の浮橋」に迷い込んでしまう。一味を取り仕切る石丸がそこへ現れ窮地に陥った田右衛門たちだったが、騒ぎを聞きつけて退屈しのぎにやってきたサクナは石丸を橋から蹴り落として諍いを収め、これ以上進んではならないと田右衛門たちに警告する。
しかし、限界まで飢えていた田右衛門一行は警告を無視して「頂の世」に入り込み、主神カムヒツキへの供物が収められた倉庫に侵入。その事に気付いたサクナは田右衛門達を追い出そうとするが、その際に不注意で火災を起こしてしまい倉庫は所蔵物ごと大破する。
この失態の罰として、サクナは「御柱都」から追放されてしまい、カムヒツキより田右衛門たちと協力して、鬼島と呼ばれる孤島「ヒノエ島」を調査するよう命じられる。田右衛門一行や島の先住民であるアシグモらと協力しながら、ヒノエ島に出現する鬼の討伐やその原因調査に奔走する。
苦労知らずの子供だった為の苛立ちや、サクナの活躍を快く思わない勢力からの妨害などにより難航しつつも、田右衛門一行との触れ合いなどを通してサクナは心身共に成長する。
最終的に、ヒノエ島に鬼が発生する原因が仇敵・大龍であることを突き止めたサクナは、大龍との戦いにおいて命と引き換えに本来以上の力を引き出し、実質相討ちとなってしまう。だが、倒した大龍の腹の中に囚われていた「両親の魂」が死を肩代わりすることで、サクナは生還する。
また、サクナが米作りで頂の世を豊かにしたことで、「頂の世と麓の世の盛衰は連動する」という世界の仕組みが働き、麓の世にも平和が訪れることとなり物語は大団円を迎える。

## 登場人物
サクナヒメ
声 - 大空直美
本作の主人公である豊穣神。武神「タケリビ」と豊穣神「トヨハナ」の間に生まれた神で、両親である両方の資質を受け継いでいる。毎日をぐうたらして過ごしていたが、頂の世に田右衛門たちが侵入した際、手違いで主神「カムヒツキ」に献上されていた食糧を全て吹っ飛ばしてしまう。その罰として侵入者の田右衛門一行と共に、鬼が巣食う「ヒノエ島」へ調査と言う名目で追放される。最初は嫌々で自分が追放される原因を作った田右衛門一行とも険悪だったが、彼らと暮らす内に心身共に成長していく。『片恋物語』という大長編小説を愛読しており、内容を全て覚えるほど熟知している。
タマ爺
声 - 鳴海崇志
サクナの養親。かつては「星魂剣」（ほしだまのつるぎ）という武器であったが、悪神・大龍（オオミズチ）との死闘により折れてしまい剣として機能を喪失しており、外見上でも額の角が半分になっている。剣としてはほぼ柄だけの状態で留まっているが、のちに失われた刀身が見つかり「星魂の農具」（ほしだまののうぐ）に生まれ変わると同時に、角も元に戻り体は以前の輝きを取り戻した。夕餉を摂る描写はないが、本人曰く鮎が大好物。
ココロワヒメ
声 - 衣川里佳
車輪と発明を司る女神で、サクナの親友。温厚な性格をしているが、笑い方が独特で、クセがある。実は「朧月香子」（おぼろづきこうし）というペンネームで執筆活動をしており『片恋物語』を1200巻発行しているが、サクナヒメは気が付いていない。
自分にはない尊き血筋と奔放な性格のサクナを妬ましく思っており、親友と呼ばれることに心痛を感じていた。サクナの失脚により空いたポストに収まりカムヒツキに重用され始めるが、サクナの作る米が頂の世において大人気となると、ポストを奪い返されるのではと恐れるようになる。そこをサクナの活躍を快く思わない他の神につけ込まれ、サクナの作った米を包装だけ取り替えて別銘柄の米として販売する営業妨害に手を染めてしまう。しかし勅を破ってまで自分を諫めに都に来てくれたこと、自分のためにカムヒツキに反論してくれたことなどに感じ入り、親交を回復、心からの親友となる。その後はヒノエ島に通うようになり、サクナの困りごとや農具の開発に知恵を貸すようになった。
カムヒツキ
声 - 小日向みわ
ヤナト神族の代表である主神。世界の根幹を成している「創世樹」の枝に直接つながっており、サクナ達よりもはるかに巨大な体躯をもつ。何度も代替わりをしており、その為に力は衰えてはいるが、未だ比肩するものは存在しない程の力を持っている。
基本的には主神として厳正な振る舞いをするものの、その判断基準は損得勘定に塗れており俗物的。
失態の弁済と称して面倒ごとを押し付けたり、自らの評判に関わるとわかるや態度を翻して重大な罪を不問に付したり等の振る舞いから、サクナから「結構いい加減」と評されている。
田右衛門（たうえもん）
声 - 矢野龍太
本名：桂右衛門尉瑞月朝臣高盛（かつらうえもんのじょうみづきのあそんたかもり）。
サクナの協力者となる侍。温和な顔立ちにでっぷりと肥え太った巨躯が特徴。武士階級の生まれでありながら戦働きも武芸も苦手で野良仕事の方が好きだったため、厳格だった父に叱られて育った。戦から逃亡したことにより家に帰れなくなり山賊に身を落としたが、相変わらず戦いは苦手。基本的に温厚で争いは好まないが、卑劣な石丸には珍しく本気で激怒した。
非常に不器用で要領が悪く、戦働きはおろか農作業をさせてもまともにこなせないほど実務能力が低い。
しかし知識と言う点ではかなり造詣が深く、その知識量でサクナヒメを助ける他、ギスギスした雰囲気になりやすいヒノエ島の人間たちのまとめ役でもあり、揉め事の多くが彼の取りなしで丸くおさまっている。
「田右衛門」は石丸に代わる以前の山賊の頭領（かいまるの父親）に名付けられたあだ名。本人もそれを気に入って名乗っている。見た目通りの大食漢で、その食欲は物語の進行とともに増している。
ミルテ
声 - 久保田ひかり
サクナの協力者となる聖職者で、明るく世話好きなムードメーカー。医療をはじめ豊富な知識を持つ。フォロモス教の宣教師。布で隠れているが、実際の髪型は金髪のストレートロングヘア。
料理も得意で夕餉と蔵の管理は彼女が担当。ヤナト言葉は若干苦手であり、片言。布教活動のため訪れたヤナトの地で戦火に巻き込まれる。かいまるには甘い。
基本的に善良だが、自分の信念や教義を押し付けることがしばしばある為、きんた、ゆいの両名からは敬遠され気味。
きんた
声 - 前田聡馬
サクナの協力者となる孤児の少年で、アシグモの手ほどきを受けて鍛冶師となる。減らず口を叩いたりつまみ食いをしたりと、よくトラブルを起こすが、自分の非を反省するなど根は真っ直ぐである。ゆいに付きまとわれており、逃げ回っている。ゆいほどではないが、かいまるには厳しい。サクナが使う武器や稲作道具の製作を担当。
ゆい
声 - 古賀葵
サクナの協力者となる孤児の少女で、織物や手芸が得意。きんたとは同郷で、いつの頃からか彼と行動を共にするようになった。落ち着いて見えるが実はかなり計算高い性格。サクナやきんた以外とは距離を置いており、かいまるには非常に厳しく冷たい態度を向け、暴言も暴力も厭わない。夕餉の鳥料理は一切摂らない。サクナが纏う衣や笠の製作を担当。
かいまる
声 - 桃河りか
サクナの協力者となる孤児の幼子で、田右衛門が身を寄せていた山賊の頭領の息子。かつては普通に話せていたが、父が石丸に殺害されるところを見たショックで幼児退行して口もきけなくなってしまった。赤子のように善悪の区別がつかない故に転んだりゆいに怒鳴られると泣き出す悪癖がある。
動物たちと心を通わせることができ、作中では稲作に役立つ動物をサクナのもとへ連れてくる役割を担う。
アシグモ
声 - 各務立基
擬人化したカワウソのような姿を持つ神。
ヒノエ島の原住民ともいえる存在。
本来の「アシグモ」は種族名であり同じ姿の個体が無数にいたのだが、戦死もしくはヒノエ島を脱出した事により彼がヒノエ島最後の生き残りとなっている。その為、作中の登場人物からは「アシグモ」と呼ばれる。
度々攻めてくるカムヒツキの軍勢から島を守ってくれたサクナの両親への恩義から彼女に協力する。サクナの両親の家を長年守り続けてきた。
タケリビ
声 - 各務立基
サクナの父親。神々の中でも指折りの豪傑で武神。ヒノエ島での戦いのさなか、多くの「兵書」を残す。大龍との戦いで命を落とす。
トヨハナ
声 - 小日向みわ
サクナの母親にして豊穣神。もとは人間であったが、「頂の世」に長く身を置いたことから神としての資質を得て正式に神となった。特に稲作に深い造詣をもち、彼女の記した「農書」は、米作りのノウハウを知らないサクナ一行の助けとなる。
石丸（いしまる）
声 - 亀山雄慈
田右衛門と同じ一味に身を置いていた山賊。人身売買のために捕えていた子供らを反乱を起こした田右衛門によって解放され、彼らを追って天浮橋まで追ってくる。物語冒頭でサクナに蹴り飛ばされ橋から落下し行方不明となるが、後に鬼の勢力の実質的な親玉としてサクナ達と敵対する。プライドが高く強さだけに拘る故に他人を信じることも頼ることも好まず、必要とあれば手下を捨て駒同然の囮にする事も厭わない冷酷な性格。頭領であったかいまるの父を殺害し、かいまるが幼児退行する原因を作った張本人でもある。
大龍（オオミズチ）
声 - 中村大志
ヒノエ島に巣食い、神々の都にまで名を轟かせた悪神。その姿は巨大な三つ首の龍。かつてタケリビとトヨハナによって倒されたが、サクナがヒノエにやってきた時に「全ての人と神に仇をなすもの、大禍大龍」（オオマガツオオミズチ）として復活した。「麓の世」の住人の「怨嗟の念」の集合体であり、鬼を生み出す力を持つ。

## ゲームシステム
本作には稲作とアクションの2つのゲームパートに分かれており、稲作によってステータスやスキルを強化し、島を探索するアクションパートで資源を集めつつ、指定された条件を満たすことにより物語が進行していく。物語の進行によって、装備を強化できる施設や交易といった新たな要素が解禁されていく。

### 稲作
稲作は大きく分けて田植期、育成期、収穫期の3期に分類され、収穫期の最後に精米をすることが目標となる。稲作を行うことで主人公の各種ステータスの向上や新しい技の習得が発生するため、稲作をやればやるほど戦闘を有利に進めることができる。
土壌の栄養素やそれに対する肥料の配分、稲の植え方から雑草処理、水の管理、それらによって発生する害（虫害や塩害など）といった、現実の稲作に結びつく要素も多く、目先の有利な点ばかりを追い求めると成功に結び付きにくい内容となっている。
精米
精米は玄米・一分搗き（いちぶづき）・二分搗き・三分搗き・四分搗き・六分搗き・七分搗き・八分搗き・九分搗き・白米の順で米の種類が変化する。玄米に近いほど食べた際のサクナの一時的な能力上昇値は高いが、恒久的な能力成長に関しては白米に近くなるほど効果が高くなる。また交易時のレートは玄米が最も低く白米が最も高い。

### アクション
アクションパートは全体マップから行きたい場所を選び、探索を行うことが基本的な目的である。場所によっては最奥地にボスが待ち構えている場合がある。場所ごとに目的が設定されており、それを達成することで探索度が上がる。探索度を上げ一定の条件を満たせば新たな場所に行けるようになる。
システムとしては横スクロールアクションが採用されており、さまざまな武技と伸縮自在の羽衣による縦横無尽な移動と攻撃を組み合わせた爽快な戦闘が楽しめる。また、敵の攻撃を受けるなどして探索中に体力がゼロになるとスタート時点に戻される。時間経過により空腹になるとサクナのステータスが変化するほか、夜間は敵が強化され視界も悪くなる仕様になっている。

## 主題歌
ヤナト田植唄・巫 ―かみなぎ―
唄：朝倉さや、作詞：著作者不明、作曲：大嶋啓之

## 開発
インディーゲームイベントであるBitSummitにおいて、えーでるわいすが『アスタブリード』を出展した際に、マーベラスUSAから次回作の制作協力を持ち掛けられたことが本作の企画の始まりとされる。当初はえーでるわいすが開発した『花咲か妖精フリージア』の続編である『花咲か妖精フリージア2』の題で企画が始まった。
初期の3年はえーでるわいすの"なる"と"こいち"の2人がコアメンバーとして開発を行っていたが、開発の追い込み時期には10人以上が開発に参加していた。また本作は基本的にえーでるわいす内製のゲームエンジンを採用し開発されたが、グラフィック部分にはsouvenir circ.のゲーム作品である『クロワルール・シグマ』の開発のためににゃっほい屋が開発した「ラグナロクエンジン」をsouvenir cric.が提供する形で採用されている。
本作を開発するにあたっては、1990年にスーパーファミコンソフトとして発売された『アクトレイザー』のシステムに影響を受けたことが明かされている。

## 販売
2015年12月31日のコミックマーケット89において『天穂のサクナ（仮）』の題でえーでるわいすがPC用体験版の頒布を行った。2016年8月14日に開催されたコミックマーケット90においては『サクナ（仮）C90 稲作体験版』、2016年12月29日に開催されたコミックマーケット91においては『サクナ（仮）C91 真・稲作体験版』が頒布される。
E3 2017のXSEEDブース（マーベラス系列の海外向けローカライズ部門）において『天穂のサクナヒメ』（英題 Sakuna: Of Rice and Ruin）がPlayStation 4で発売される事が発表され、同時にPlayStation 4版の試遊台も出展された。タイトルはこの時点で確定した。
2017年8月11日に開催されたコミックマーケット92においてPC用体験版が頒布される。
2018年5月10日に公式サイトがオープン。マーベラスが国内向けに販売を行う事が正式発表される。
2018年8月10日に開催されたコミックマーケット94においてPC用体験版が頒布される。
2019年6月7日、Nintendo Switch版の発売が発表される。なお、この時点でSteam向けのリリースも確定している。
2020年11月11日、PC版がSteamにて配信開始。
2020年11月12日、PlayStation 4版およびNintendo Switch版が発売。
2021年6月24日、PC版がEpic Games Storeにて配信開始。
2024年11月14日、最新作『サクナヒメ外伝 ココロワと想世の歯車』の制作発表。

## 反響
当初の販売目標は3万本だったが、発売当時発生していた新型コロナウイルスの影響による巣ごもり需要の追い風もあり、本作のパッケージ版は売り切れとなる店舗が続出し、累計出荷本数が約2週間で50万本を突破した。Twitter上ではこの状況について「令和の米騒動」と度々称された。本作は稲作の忠実かつ本格的な表現に力を入れていることで注目され、攻略のために農林水産省のホームページ「お米 作り方」や、農耕機械のクボタのホームページ「クボタのたんぼ」、JAむなかたのホームページ「おいしいお米になるまで」、等の現実の農業従事者向けの情報サイトの参照が推奨されるなどの現象が見られた。
さらに、本作は農業の業界紙である日本農業新聞でも取り上げられたほか、農林水産省の米の消費拡大情報サイト「やっぱりごはんでしょ!」からインタビューを受けたことが報じられた。

## アルバム
天穂のサクナヒメ 実演楽曲集 奏 ―かなで―（2021年5月12日発売）
本作の音楽を担当した大嶋啓之のプロデュースによる個人製作のアレンジアルバム。和楽器演奏グループのファミ箏や雅楽演奏家の太田豊、三味線演奏動画を投稿するYouTuberのしゃみおなどが参加し洋楽器も交えた生演奏楽曲が収録されている。
天穂のサクナヒメ オリジナルサウンドトラック（KADOKAWA、2021年12月9日発売）
ゲーム内の全楽曲を収録したCD3枚組のサウンドトラック。大嶋啓之による全楽曲解説や作品の裏話などが記載された全48ページのブックレットが付属している。

## ライブ
ファミ箏のオンラインコンサート Vol.2『天穂のサクナヒメ』（2021年8月15日公開）
ファミ箏により無料公開されたオンラインコンサート。上記のアルバム『天穂のサクナヒメ 実演楽曲集 奏 ―かなで―』の収録曲に加え、新たなアレンジ曲の演奏も行われた。
天穂のサクナヒメ オンラインライブ 奏祭 ―かなでまつり―（2022年2月19日から2月28日までの限定公開）
ゲームメディア4Gamer.netを運営するAetas株式会社の主催による有料配信ライブ。和風の多目的施設「お花茶屋森谷邸」と音楽スタジオ「eplus STUDIO」で事前収録したものを配信。MCは、サクナヒメを演じた大空直美が担当している。
天穂のサクナヒメ オンラインライブ 奏祭 ─かなでまつり─再演（2022年11月12日から11月19日までの限定公開）
一部MCを除き、上記『天穂のサクナヒメ オンラインライブ 奏祭 ―かなでまつり―』と同内容。

## 関連書籍
- 『天穂のサクナヒメ アートワークス』パイ インターナショナル、2021年10月21日発売、ISBN 978-4-75-625536-5
- 『天穂のサクナヒメ おにぎり形ポーチ&米袋風ランチバッグ BOOK』宝島社（TJ MOOK）、2024年10月30日発売予定、ISBN 978-4-299-05878-2[43]

## メディアミックス作品

### 小説
2021年10月4日、集英社からゲーム本編の後日譚を描く小説『天穂のサクナヒメ ココロワ稲作日誌』が発売された。原作：えーでるわいす、小説：安藤敬而、挿絵：村山竜大。
- 『天穂のサクナヒメ ココロワ稲作日誌』ISBN 978-4-08-703515-5

### 漫画

#### 天穂のサクナヒメ 戦だたらの神々
2021年11月に『月刊ヒーローズ』（ヒーローズ）が誕生10周年を迎えた記念として、『コミプレ』（同）にて5作品の連載が開始。その1作として、本作のコミカライズ『天穂のサクナヒメ 戦だたらの神々』が、同年11月26日から2022年11月25日まで連載された。えーでるわいすが原作、マーベラスが監修、ジジ&ピンチが漫画を担当した。
- ジジ&ピンチ（漫画）・えーでるわいす（原作・監修）・マーベラス（協力）『天穂のサクナヒメ 戦だたらの神々』ヒーローズ〈ヒーローズコミックス〉、全2巻
  - 上巻 2022年6月29日発売[47]、ISBN 978-4-86-468893-2
  - 下巻 2023年2月3日発売、ISBN 978-4-86-468156-8

#### 令和のサクナヒメ！ぐうたらっ子稲作奮闘記
2024年7月6日より、日本農業新聞にて新企画『農コミ』が開始され、第一弾として『令和のサクナヒメ！ぐうたらっ子稲作奮闘記』の連載が開始された。
- 今井哲也（作画）、全4話

#### 帰ってきた令和のサクナヒメ！〜カムヒツキ様のバケツ稲奮闘記！？〜
2025年4月30日より日本農業新聞にて連載開始。
- 今井哲也（作画）、全6話

### テレビアニメ
2024年7月から9月まで、テレビ東京系列ほかにて放送された。続編の制作が決定している。
登場人物のキャストはゲーム版と同じである。

#### スタッフ
- 原作 - えーでるわいす[9]
- 監督 - 吉原正行[9]
- 副監督 - 藤井康雄[9]
- シリーズ構成・脚本 - 花田十輝[9]
- キャラクター原案 - 村山竜大[9]
- キャラクターデザイン - 藤嶋未央[9]
- 美術監督 - 神山瑤子[9]
- 色彩設計 - 中野尚美[9]
- 美術設定 - 宮岡真子
- プロップ設定 - 藤嶋未央、三宮哲太、宮岡真子
- 3D監督 - 市川元成[9]
- 撮影監督 - 並木智[9]
- 編集 - 髙橋歩[9]
- 音響監督 - 明田川仁[9]
- 音響効果 - 上野励
- 音響制作 - マジックカプセル
- 音楽 - 藤澤慶昌[9]
- 音楽プロデューサー - 小林健樹
- 制作統括 - 堀川憲司[9]
- ラインプロデューサー - 相馬紹二[9]、伊藤翔太郎[9]
- チーフプロデューサー - 高橋敦司、武井克弘
- プロデューサー - 松谷浩明、斎藤譲、伊藤隼之介
- アニメーション制作 - P.A.WORKS[9]
- 製作 - 「天穂のサクナヒメ」製作委員会

#### 主題歌（テレビアニメ）
「晴々！」
いきものがかりによるオープニングテーマ。作詞・作曲は水野良樹、編曲は江口亮。
「ORIGAMI」
Little Glee Monsterによるエンディングテーマ。作詞・作曲・編曲は中村泰輔。
「ヤナト田植唄・巫 ―かみなぎ―」
朝倉さやによる第13話のエンディングテーマ。作曲は大嶋啓之。
「ヤナト田植唄」
サクナヒメ（大空直美）、田右衛門（矢野龍太）、ミルテ（久保田ひかり）、きんた（前田聡馬）、ゆい（古賀葵）、かいまる（桃河りか）、トヨハナ（小日向みわ）、タケリビ（各務立基）による第3話と第12話の劇中歌。作曲は大嶋啓之。
「ヤナト田植唄・祭 ―まつり―」
我が家のみなさんによる第13話の劇中歌。作曲は大嶋啓之。

#### 各話リスト
| 話数     | サブタイトル       | 画コンテ                     | 演出                                  | 作画監督 | 総作画監督 | 初放送日      |
| -------- | ------------------ | ---------------------------- | ------------------------------------- | --- | ---------- | ------------- |
| 第一話   | 頂の世のサクナヒメ | 藤井康雄                     | 藤井康雄                              | 水野紗世 宮崎司 三宮哲太 森島範子 | 水野紗世   | 2024年 7月6日 |
| 第二話   | ヒノエ島に住まう   | 阿部ゆり子 許琮              | 阿部ゆり子 藤井康雄                   | 杉光登 宮崎司 三宮哲太 森島範子 田邉まほ 田之上慎 Song Hyun-joo Han Eun-mi Park Young-hee Choi Eun-young Kim Ran-young                                                                 | 水野紗世   | 7月13日       |
| 第三話   | 田植唄             | 藤井康雄                     | 中野友貴                              | 栗原裕明 日下部智津子 | -          | 7月20日       |
| 第四話   | Myrthe's journey   | 橘正紀                       | 吉田俊司                              | Jumondou Seoul Jumondou Wuxi 天野和子 小島明日香 | 水野紗世   | 7月27日       |
| 第五話   | きんたの恩返し     | 許琮 川面恒介                | 加藤顕                                | 田邉まほ 田之上慎 Amphibi Jed Panulin TangJunYue WeiLiJuan LiXinYuan 日影工房 三宮哲太                                                                                                 | 水野紗世   | 8月3日        |
| 第六話   | 恨みの炎           | 藍崎灯 川面恒介              | 高橋正典                              | 宮崎司 三宮哲太 𠮷田肇 范冬冬 孙继伟 魏旭龙 Song hyoon-ju Park Yeong-hee Choi Eun-yeong Ham eun-mi Lee Seung-hee Kim Ran-yeong Seo Sun-yeong RadPlus                                   | 水野紗世   | 8月10日       |
| 第七話   | ココロワヒメの憂鬱 | 許琮 藤井康雄                | 李起燮                                | Jumondou Seoul Jumondou Wuxi 三宮哲太 | 水野紗世   | 8月17日       |
| 第八話   | 都を揺るがす米騒動 | 鬼頭和矢                     | 鬼頭和矢                              | 長濱睦輝 江原小百合 薩摩夢 北島勇樹 三宮哲太 | 水野紗世   | 8月24日       |
| 第九話   | 鬼、統べる者       | 川面恒介                     | 山下知晃                              | 川面恒介 | 水野紗世   | 8月31日       |
| 第十話   | 再起               | 坂田純一                     | 栗山美秀                              | Jeong Jin-yeong Shin Seung-sook Choi Eun-yeong Han eun-mi Lee Seung-hee Mubon Hyeong-jun Seo Sun-yeong Lee Jae-han Hong Da-yeong Fan Dongdong Sun Jiwei Wei Xu Long                    | 水野紗世   | 9月7日        |
| 第十一話 | 赦しの光           | 許琮                         | 藤井康雄                              | 杉光登 宮崎司 三宮哲太 𠮷田肇 田之上慎 田邉まほ StudioBus 光の園アニメーション WUXI HUAXIAN ANIMATION PRODUCTION                                                                       | 水野紗世   | 9月14日       |
| 第十二話 | 星タマ剣           | 藤井康雄 阿部ゆり子          | 阿部ゆり子                            | Kim Ran-yeong Shin Seung-sook Song Hyoon-ju Park Yeong-hee Lee Seung-hee Bae Je-eun Seo Sun-yeong Hong Da-yeong 范冬冬 孙继伟 魏旭龙 Paul Stiffman Madeline Jomz Romulo STUDIO MASSKET | 水野紗世   | 9月21日       |
| 第十三話 | 天穂のサクナヒメ   | 吉原正行 藤井康雄 阿部ゆり子 | 吉原正行 藤井康雄 阿部ゆり子 高橋正典 | 水野紗世 天野和子 宮崎司 Madeline Yue Fan Dongdong Sun Jiwei Wei Xu Long | 水野紗世   | 9月28日       |

#### 放送局（テレビアニメ）
| 放送期間                 | 放送時間                     | 放送局                               | 対象地域                                                    | 備考                                 |
| ------------------------ | ---------------------------- | ------------------------------------ | ----------------------------------------------------------- | ------------------------------------ |
| 2024年7月6日 - 9月28日   | 土曜 23:00 - 23:30           | テレビ東京（製作参加） ほか系列全6局 | 北海道・関東広域圏・愛知県・ 大阪府・岡山県・香川県・福岡県 | 字幕放送                             |
| 2024年7月9日 - 10月1日   | 火曜 21:30 - 22:00           | AT-X                                 | 日本全域                                                    | CS放送 / 字幕放送 / リピート放送あり |
| 2024年7月19日 - 10月11日 | 金曜 1:29 - 1:59（木曜深夜） | 熊本県民テレビ                       | 熊本県                                                      |                                      |
| 2024年9月2日 - 10月21日  | 月曜 2:00 - 3:00（日曜深夜） | 富山テレビ                           | 富山県                                                      | 2話連続放送                          |

| 配信開始日                                                                                            | 配信時間                   | 配信サイト | 備考                   |
| --- | -------------------------- | --- | ---------------------- |
| 2024年7月6日                                                                                          | 土曜 23:30 更新            | ABEMAプレミアム Amazon Prime Video dアニメストア （本店・for Prime Video） Disney+ DMM TV FOD Hulu J:COM STREAM Lemino milplus TELASA （本店・ auスマートパスプレミアム ） U-NEXT WOWOWオンデマンド アニメ放題 バンダイチャンネル | 見放題配信             |
| |                            | ABEMA Lemino TVer ネットもテレ東 | 最新話期間限定無料配信 |
| |                            | Amazon Prime Video Google TV music.jp Rakuten TV カンテレドーガ バンダイチャンネル ビデオマーケット | 都度課金配信           |
| | 土曜 23:30 - 日曜 0:00     | ABEMA |                        |
| 2024年7月7日                                                                                          | 日曜 10:00 更新            | ビデックスJP | 都度課金配信           |
| 2024年7月8日                                                                                          | 月曜 12:00 更新            | HAPPY!動画 ムービーフルPlus | 都度課金配信           |
| 2024年7月9日                                                                                          | 火曜 0:00（月曜深夜） 更新 | J:COM STREAM milplus TELASA | 都度課金配信           |
| 第13話はテレビ放送で使用された映像に、主題歌2曲を使用したスタッフクレジットを追加した特別映像を配信。 |                            | |                        |

#### BD
| 巻 | 発売日         | 収録話         | 規格品番  |
| -- | -------------- | -------------- | --------- |
| 上 | 2024年10月16日 | 第1話 - 第6話  | TBR34211D |
| 下 | 2024年12月18日 | 第7話 - 第13話 | TBR34212D |

| テレビ東京系列 土曜 23:00 - 23:30            | テレビ東京系列 土曜 23:00 - 23:30           | テレビ東京系列 土曜 23:00 - 23:30                      |
| 前番組                                       | 番組名                                      | 次番組                                                 |
| -------------------------------------------- | ------------------------------------------- | ------------------------------------------------------ |
| 怪獣8号（第1期） （2024年4月13日 - 6月29日） | 天穂のサクナヒメ （2024年7月6日 - 9月28日） | BLEACH 千年血戦篇-相剋譚- （2024年10月5日 - 12月28日） |

### ラジオ番組
米FM『耕せ! 〜米はチカラヂオ〜』アニメ『天穂のサクナヒメ』公式ラジオ（ベイエフエム たがやせ こめはチカラヂオ　アニメ てんすいのサクナヒメ こうしきラジオ）は、テレビアニメ『天穂のサクナヒメ』の公式ラジオ番組。2024年7月6日から9月28日まで、BAYFMにて放送された。メインパーソナリティは主人公サクナヒメ役の大空直美。

#### 番組概要
「米はチカラだ！」を合言葉に、メインパーソナリティの大空直美とゲストがゲームやアニメ作品の裏話を交えつつ、稲作関連のトークを行う番組である。提供スポンサー自体は付いていないものの、農林水産省が番組制作に協力しており、農林水産省とのコラボコーナーも存在する。radikoでの視聴も可能であるほか、BAYFMでの放送終了後の毎週土曜18時には番組アーカイブ兼オマケ配信である「米FM『耕せ! 〜米はチカラヂオ〜』オマケ配信～おかわり！」がTOHO animationのYouTubeチャンネルにて公開されている。ただし著作権の都合上、オープニングBGMがテレビアニメのオープニングテーマ「晴々！」のインストゥルメンタルバージョンからアニメの劇中BGMに変更され、本放送中に流れた楽曲紹介部分はカットされるなど、一部に編集が施されたうえで公開されている。

#### ゲストパーソナリティ
| 放送回 | 放送日        | ゲストパーソナリティ                        | スペシャルゲスト                                                                  |
| ------ | ------------- | ------------------------------------------- | --------------------------------------------------------------------------------- |
| 第1回  | 2024年 7月6日 | 衣川里佳（ココロワヒメ役）                  | 竹内茉純（農林水産省農産局穀物課米麦流通加工対策室）                              |
| 第2回  | 7月13日       | 衣川里佳（ココロワヒメ役）                  | -                                                                                 |
| 第3回  | 7月20日       | 久保田ひかり（ミルテ役）                    | 堀川憲司（P.A.WORKS代表取締役社長） 相馬紹二（P.A.WORKS取締役制作プロデューサー） |
| 第4回  | 7月27日       | 久保田ひかり（ミルテ役）                    | -                                                                                 |
| 第5回  | 8月2日        | 古賀葵（ゆい役）                            | 竹内茉純（農林水産省農産局穀物課米麦流通加工対策室）                              |
| 第6回  | 8月9日        | 古賀葵（ゆい役）                            | -                                                                                 |
| 第7回  | 8月16日       | Little Glee Monster（MAYU・ミカ・miyou）    | -                                                                                 |
| 第8回  | 8月23日       | Little Glee Monster（かれん・アサヒ・結海） | 相馬紹二（P.A.WORKS取締役制作プロデューサー）                                     |
| 第9回  | 8月30日       | 桃河りか（かいまる役）                      | 中込弘二（農研機構 中日本農業研究センター 上級研究員）                            |
| 第10回 | 9月7日        | 桃河りか（かいまる役）                      | -                                                                                 |
| 第11回 | 9月14日       | 鳴海崇志（タマ爺役）                        | 瀧山幸千夫（農林水産省国際研究官室・穴守稲荷神社権禰宜）                          |
| 第12回 | 9月21日       | 鳴海崇志（タマ爺役）                        | -                                                                                 |
| 最終回 | 9月28日       | 衣川里佳（ココロワヒメ役）                  | 竹内茉純（農林水産省農産局穀物課米麦流通加工対策室）                              |

#### メインコーナー
天穂の目安箱
ふつおたコーナー。
米SMR この音なんの音でしょー？
お米に関する音を聞いて、それが何の音か当てるコーナー。
穂ぉ〜〜！ってなるコメ知識！
農林水産省さんに聞いてみよー！
農林水産省農産局で米の消費拡大を担当する官僚に、電話でリスナーから届いた米に関する疑問や質問に答えてもらうコーナー。
お米クイズに挑戦！
スタッフから米作りに関する問題が出題され、メインパーソナリティとゲストパーソナリティが解答するコーナー。
すばらしきおコメ作りの世界！
実際に稲作を行なっている農家に電話でインタビューするコーナー。
お知らせコーナー『ヒノエ通信』
テレビアニメやコラボレーション企画に関する情報発信コーナー。

#### オマケコーナー
TOHO animationのYouTubeチャンネルにて配信されているラジオのアーカイブ配信のおまけ配信である『オマケ配信～おかわり！』限定で公開されているコーナー。
サクナヒメのおかわりメール紹介
出演者が気に入ったものの、本放送では尺の都合上紹介できなかったメールを紹介するコーナー。

#### 放送局（ラジオ）
| 放送期間               | 放送時間                     | 放送局 | 対象地域 | 備考               |
| ---------------------- | ---------------------------- | ------ | -------- | ------------------ |
| 2024年7月6日 - 9月28日 | 土曜 0:00 - 0:27（金曜深夜） | BAYFM  | 千葉県   | radikoにて聴取可能 |

| BAYFM 土曜 0:00 - 0:27（金曜深夜）                             | BAYFM 土曜 0:00 - 0:27（金曜深夜）                          | BAYFM 土曜 0:00 - 0:27（金曜深夜）      |
| 前番組                                                         | 番組名                                                      | 次番組                                  |
| -------------------------------------------------------------- | ----------------------------------------------------------- | --------------------------------------- |
| yonigeの超最高ラヂオ （2024年4月6日 - 6月29日） - ※0:00 - 0:30 | 米FM『耕せ! 〜米はチカラヂオ〜』 （2024年7月6日 - 9月28日） | 三崎優太の波瀾上々 （2024年10月5日 - ） |

## オンラインゲーム
天穂のサクナヒメ〜ヒヌカ巡霊譚〜
G2Studiosが開発しTOHO Gamesより配信予定のスマートフォンおよびPC向けオンラインゲーム。基本プレイ無料（アイテム課金制）。

## コラボレーション
大コメ騒動
本木克英監督の日本映画。公開直前の2020年12月21日より本作とコラボレーションしたPRチラシが配布された。映画の内容は1918年米騒動を題材としたもので、前述のように「令和の米騒動」と呼ばれた本作と米騒動つながりでコラボレーションが実現した。
大乱闘スマッシュブラザーズ SPECIAL
任天堂のゲームソフト。ゲーム内イベント「米は力だ！ 天穂のサクナヒメ」が2021年7月16日から5日間にわたり行われ、操作キャラクターに装着し能力を強化する要素「スピリッツ」の一種として、サクナヒメ、タマ爺、ココロワヒメが追加された。
METALLIC CHILD
STUDIO HG開発のゲームソフト。本作とコラボレーションしたDLC「米とコア」「ココロワヒメ」が2022年3月31日に発売された。前者は、主人公ロナの外見をサクナヒメ風に変更できる衣装や専用武器、およびボスキャラクターの「鹿鬼大将・玄影」の追加、後者は、ココロワヒメ風の衣装と専用武器の追加が行われる。
中川酒造
鳥取県の酒造メーカー。本作とコラボレーションした以下の日本酒3種が、「天穂（あまほほ）」三部作として発売された。使用米は、一時絶滅の危機にあったものの平成元年（1989年）に35年振りに復活した「強力（ごうりき）」で、中川酒造は「ゲーム本編の米作りによる田畑復活と深い親和性を感じられる」としている。また、2024年にはテレビアニメ化を記念し、三部作と同じく原料に「剛力」を使用した新商品も発表された。
1. 天穂 はぐくみ〜強き力を〜（2022年4月19日発売）
2. 天穂 みどり〜命芽吹いて〜（2022年9月8日発売）
3. 天穂 つむいで〜一握りの想い〜（2023年4月1日発売）
4. 天穂 おおらか～すくすく育て～（2024年8月2日発売）

全国農業協同組合中央会（JA全中）
食農教育キットである「バケツ稲」とコラボし、『はっしゅたぐサクナバケツ稲作日誌』を公式Xにて展開。また抽選で397(サクナ)人にサクナバケツ稲作セットをプレゼントキャンペーンを展開した。
三幸製菓
新潟県の製菓会社。新潟産コシヒカリ5kgとオリジナル桐製米びつのセットや描き下ろしデザインのタペストリーなどを抽選でプレゼントする「米菓は力だキャンペーン」が2024年7月1日から9月30日まで実施予定。
おにぎり まんま
おにぎり専門店。作品とコラボしたおにぎりやコラボイラストを使用したグッズを販売するポップアップストアが2024年7月30日から8月25日まで渋谷区宇田川町にあるイベントスペース『n_space』にて開催。コラボイラストはヒョーゴノスケが描いている。
農林水産省
2024年6月28日、坂本哲志農林水産大臣による定例記者会見において、8月に開催される「こども霞が関見学デー」での展示や、農林水産省の公式YouTubeチャンネル「BUZZ MAFF」や公式SNS等において「天穂のサクナヒメ」に因んだコンテンツを展開すると発表。
農林水産省公式WEBマガジン『aff(あふ)』2024年7月号表紙（2024年7月3日公開）。
テレビアニメ版においても、第一話より取材協力としてクレジットされている。
日本農業新聞
2024年7月6日より、新企画として「農コミ（農業コミック）」のコーナーに『令和のサクナヒメ！ぐうたらっ子稲作奮闘記」の連載を開始。

2024年7月20日より、ウェブ限定企画、『深掘り！サクナヒメの米作り』を毎週土曜日連載。
2024年9月28日、『アニメ×リアル　サクナヒメと追う　米作りの全行程』と題して、田おこしから精米までの工程を、現代の作業風景の写真とアニメ内でのサクナヒメ達の農作業シーンの画像を比較する企画が掲載された。
極楽湯・RAKU SPA
2024年8月5日から9月4日まで、『ふろは癒しだ』と題したコラボイベントが開催された。期間中、極楽湯に入館すると限定グッズを購入できる他、サクナヒメ・ココロワヒメ・タマ爺の3キャラクターをイメージしたオリジナル料理やオリジナルドリンクが発売された。
国立研究開発法人 農業・食品産業技術総合研究機構
2024年8月20日から2025年1月10日まで、茨城県つくば市にある『食と農の科学館』にて、アニメで使われた農具の実物を展示する特別展示が開催されている。
テレビアニメ版においても、第一話より取材協力としてクレジットされている。
青海珈琲
2024年9月21日〜10月14日まで青海珈琲全店舗にてコラボメニューやコラボグッズを販売。
ChaRAFT BEER（キャラフトビール）
2024年9月14日より、自家栽培の有機コシヒカリを使用したクラフトビール4種類とオリジナルビアグラス・オリジナル栓抜きの受付を開始。11月上旬発売予定。
1. サクナヒメの黄金エール（ゴールデンエール）
2. サクナヒメのおつかれさまピルスナー（ピルスナー）
3. ココロワヒメの友情IPA（アメリカンIPA）
4. タマ爺のほろ苦スタウト（スタウト）

共闘ことばRPG コトダマン
XFLAGが開発運営を行っているスマートフォン用アプリゲーム。2024年9月13日から9月30日までコラボイベントを開催。コラボ期間中にアクセスすると、サクナヒメとタマ爺のキャラクターが貰えるほか様々なイベントが用意されている。
龍の国 ルーンファクトリー
マーベラスのゲームソフト。サクナヒメとタマ爺が登場する。
Clove Lounge カフェ&バー
トレーディングカードショップ『Clove Base 秋葉原』内にあるコンセプトカフェ『Clove Lounge』にて、2024年10月26日〜2024年11月10日まで、「米は力だ」をキャッチフレーズとしたお米に合う地域の特産品や名物料理を使用したオリジナルメニューと限定グッズが販売された。